# Первая итальянская война

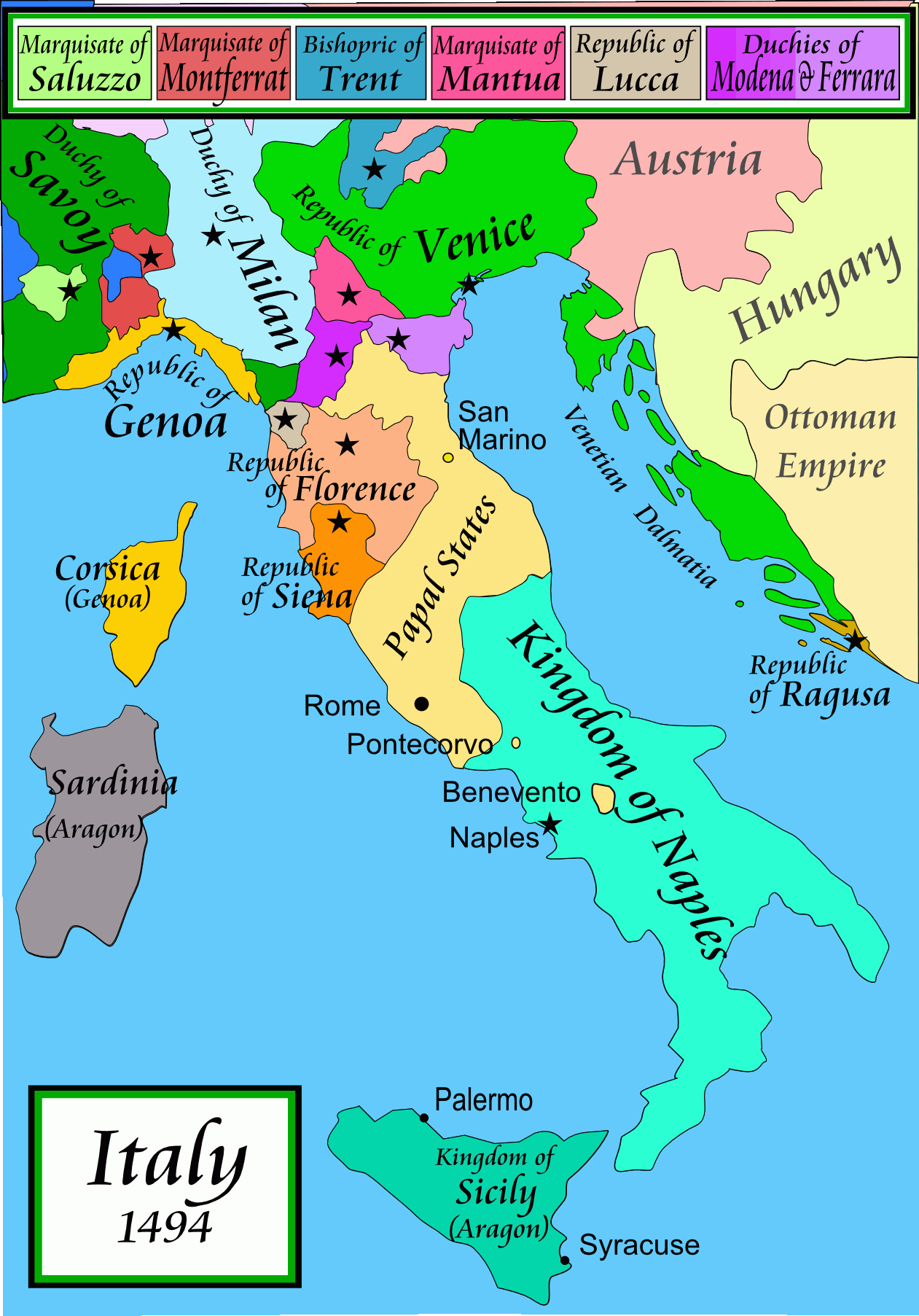
Италия в 1494 году

Первая итальянская война (фр. Première guerre d'Italie) или Поход Карла VIII в Италию (ит. Discesa di Carlo VIII in Italia) — первая из череды Итальянских войн. Война противопоставила Францию, которой на начальных этапах помогал Милан, Священной Римской империи, Испании и союзу итальянских государств, возглавляемому папой Александром VI.

## Причины
Папа Иннокентий VIII, оказавшись в конфликте с неаполитанским королём Фернандо I, буллой от 11 сентября 1489 года отлучил последнего от церкви и лишил трона. После этого Иннокентий VIII предложил Неаполитанское королевство французскому королю Карлу VIII, который имел на него отдалённые права благодаря родству с Анжуйской династией. Иннокентий VIII успел до своей смерти в 1492 году помириться с Фернандо и даровал ему прощение, но неаполитанский трон стал яблоком раздора итальянской политики. Фернандо скончался в январе 1494 года, и ему наследовал его сын Альфонсо II.
В Миланском герцогстве после убийства в 1476 году герцога Галеаццо Мария Сфорца корона перешла к его 7-летнему сыну — Джан Галеаццо Сфорца, фактическим же правителем герцогства стал Лодовико Сфорца. После смерти Джангалеаццо в 1494 году 22 октября миланская знать вручила герцогскую корону Лодовико. Это было немедленно оспорено Альфонсо II, который также претендовал на эту корону[почему?]. Лодовико решил устранить эту угрозу, побудив Карла VIII вспомнить о предложении Папы Иннокентия VIII про корону Неаполя. Таким образом, ближайшие планы Франции и Милана совпадали.

## Французское вторжение

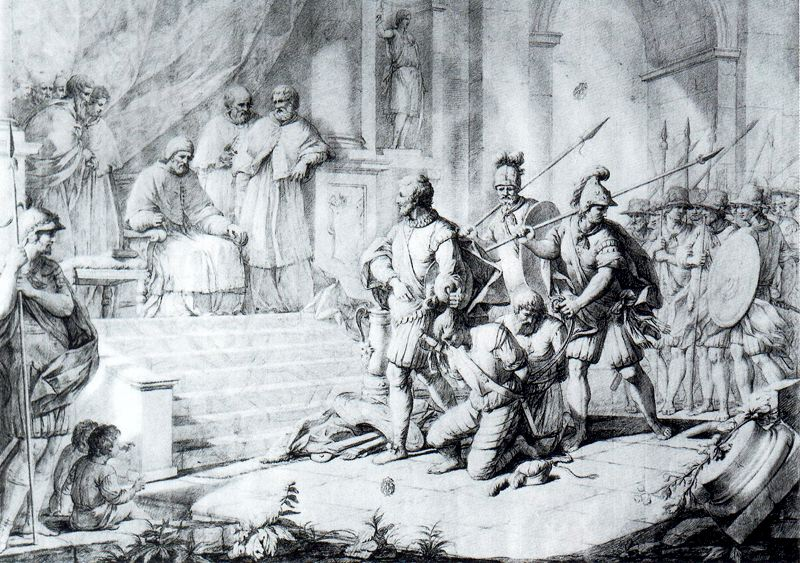
Испанский главнокомандующий Гонсало Фернандес приводит пленных папе Александру VI. Гравюра Сакариаса Гонсалеса Веласкеса

У Карла VIII были обширные планы. Изучив политическую обстановку в Италии и на Балканах, король и его советники посчитали, что французов в этих местах ждут как избавителей. Исходя из этого, намечался поход на Константинополь. Карл VIII также надеялся, что против турок восстанут балканские народы и тем самым помогут французам в их крестовом походе.
В целях дипломатического обеспечения предстоящего похода был заключён мир с Испанией (Барселонский договор 1493 года), Англией и Священной Римской империей (Санлисский договор 1493 года). Был обеспечен нейтралитет Венецианской республики и Папского государства. Принимались меры к тому, чтобы добиться содействия со стороны Савойи, Генуи, Милана и Феррары.
Перед вторжением Карл VIII сосредоточил между Лионом и Греноблем 37-тысячное войско, в которое входили швейцарская пехота и ландскнехты (6-8 тысяч). 20 % швейцарцев имели на вооружении аркебузы, 25 % — алебарды, остальные — длинные пики. В войске было 14 тысяч французских пехотинцев, вооружённых луками, арбалетами и аркебузами. Тяжёлую конницу составляли 2.500 французских дворян, каждый из которых имел оруженосца и двух слуг. 200 рыцарей составляли свиту короля. В состав войска также входило 3.500 лёгких кавалеристов, вооружённых луками и облегчёнными пиками. Кроме того, в распоряжении Карла VIII был очень дорогой род войск, доступный тогда только большому и богатому государству — артиллерия: у французов было 136 полевых орудий (36 бронзовых пушек и 100 кулеврин на колёсных лафетах). Для обеспечения продовольствием французского войска его сопровождал флот, плывший вдоль западного побережья Италии. Тяжёлая артиллерия была спущена по реке Рона в Средиземное море, а затем флотом доставлена в Италию.
В конце августа 1494 года французская армия перешла Альпы и спустилась через Мон-Женевр в Пьемонт. После занятия Асти французские войска соединились с пьемонтскими, в результате чего силы союзников возросли до 60 тысяч человек. Неаполитанский король Альфонсо II направил на север два отряда, которые должны были угрожать флангам наступающего противника: один отряд двигался в Романью, другой плыл морем с задачей высадиться в Генуэзской Ривьере.
Французский флот нанёс поражение неаполитанскому, а 10-тысячный отряд герцога Орлеанского, выделенный Карлом VIII для взаимодействия с флотом, разбил неаполитанский десант, высадившийся в Ропало (восточнее Генуи); затем из Романьи был вытеснен второй отряд неаполитанцев. Флорентийская республика передала французам крепости на морском побережье, а также Пизу и Ливорно. Оставив для обеспечения коммуникаций в Асти отряд герцога Орлеанского, французская армия в ноябре 1494 года двинулась в Среднюю Италию.

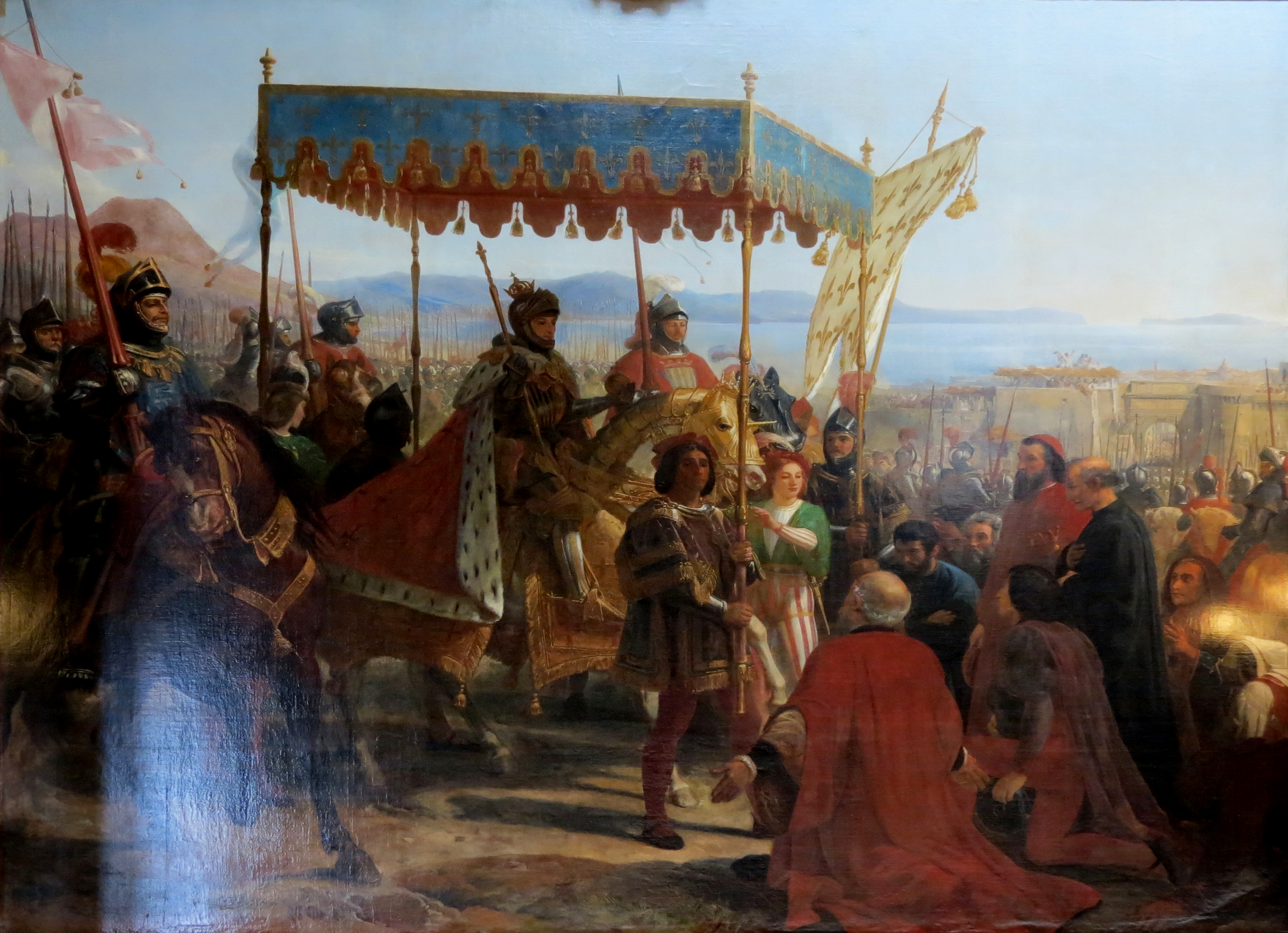
«Вступление Карла VIII в Неаполь». Худ. Элуа Фирмен-Ферон, 1837 г. Музей истории Франции

После занятия Флоренции французы подписали с её жителями договор, в котором определялась сумма вознаграждения за военные расходы. 31 декабря французы заняли Рим, где заключили соглашение с Папой о проходе через Рим. Французский флот высадил здесь подкрепления. 23 января 1495 года французы выступили из Рима и, не встречая сопротивления, двинулись на Неаполь.
Неаполитанцы заняли для обороны сильную позицию у Сан-Жермано. Для обхода этой позиции Карл VIII выслал на Аквилу сильную колонну с задачей выйти в тыл расположения противника. Однако часть неаполитанцев перешла на сторону французов, другая часть обратилась в беспорядочное бегство, в результате чего обходной манёвр не пришлось завершать. 22 февраля французы заняли Неаполь. Король Альфонсо сбежал из Неаполя и умер на Сицилии. Основная цель похода была достигнута.
Поход ознаменовался тем, что более трети войска Карла VIII заболело в Неаполе новой на тот момент болезнью — сифилисом. Не имея иммунитета, войско быстро стало терять боеспособность, а вернувшись домой, стало источником мировой пандемии этого заболевания.

## Венецианская лига
Скорость французского наступления и то, с какой лёгкостью французская армия брала укреплённые города, расправляясь после этого с их защитниками, ввергли итальянские государства в состояние шока и показали им важное значение артиллерии. Лодовико Сфорца осознал, что Карл может не удовлетвориться покорением Неаполя, и что у него точно также имеются претензии и на Милан. В сложную политическую игру рискнул вступить папа Александр VI, отказавшийся признать права Карла VIII на неаполитанскую корону. 31 марта 1495 года было объявлено о создании «Священной лиги 1495 года» или «Венецианской лиги», целью которой было изгнание французов из Италии. В Лигу вошли Папа Римский, испанский король Фердинанд II Арагонский (который также был королём Сицилии), король Германии Максимилиан I, герцог Милана Лодовико Сфорца и Венецианская республика; в 1496 году к этому союзу присоединилась Англия. 
В этой обстановке Карл VIII допустил крупную ошибку, разбросав свои силы по крепостям Неаполитанского королевства. Только с 10-тысячным отрядом он 20 мая 1495 года выступил из Неаполя и двинулся через Рим в Тоскану. Медлительность действий Карла дала возможность его противникам собрать 30-тысячное войско под командованием кондотьера Франческо II Гонзага, которое преградило путь отступления французам на реке Таро.
6 июля 1495 года французы разгромили противников в битве при Форново и проложили себе путь к отступлению через Асти на Бриансон. Французский флот потерпел поражение в районе Генуи.

## Результаты
В конечном итоге поход французов в Италию не достиг намеченной цели, так как не удалось политически закрепить первоначальные стратегические успехи. Французские гарнизоны в Италии не имели единого командования, и были обречены, несмотря на отдельные победы (битва при Семинаре). 
Разгром Неаполитанского королевства вызвал крах баланса сил на Апеннинском полуострове. Между итальянскими государствами начались столкновения, выливающиеся в вооружённые конфликты (война между Флоренцией и Пизой (с 1494 года), борьба между Папой и аристократической семьёй Орсини, начало захватов Чезаре Борджиа коммун и сеньорий Средней Италии). С другой стороны, короли Франции также не желали отказываться от своих планов по захвату итальянских территорий.